# Derek Riordan
Derek George Riordan (* 16. Januar 1983 in Edinburgh) ist ein schottischer Fußballspieler. Zuletzt stand er bei den Bristol Rovers unter Vertrag.

## Beginn der Karriere bei Hibernian
Riordan unterschrieb im Jahr 2000 bei seinem Lieblingsklub Hibernian, bei dem er im Folgejahr seinen ersten Einstand in der ersten Mannschaft feiern konnte. Erst nach einigen Lehrjahren konnte sich Riordan als Stammspieler bei den Hibs festsetzen. So wurde er zwischendurch im Januar 2003 auch an die unterklassige schottische Mannschaft Cowdenbeath ausgeliehen.
Gegen Ende der Saison 2002/03 spielte Riordan dann regelmäßig für die Edinburgher und war in den folgenden Jahren mit jeweils 18, 23 und 20 der mannschaftsinterne Torschützenkönig der Hibs.
Für seine Leistung wurde er 2005 als Scottish PFA Young Player of the Year, Nachwuchsspieler des Jahres, ausgezeichnet und spielte sein bisher einziges Länderspiel für Schottland.

### Der Fall Rudolf Skácel
Riordan wurde in der Presse scharf attackiert, als im Internet ein Video auftauchte, in dem er Rudi Skácel, der damals für den Ortsrivalen aus Edinburgh, Heart of Midlothian, spielte, verunglimpfte.  Das Video wurde von einem Fan mit einem Handy aufgenommen und zeigt Riordan, wie er alkoholisiert nach einem Derby-Sieg gegen die Hearts mit Fans Skácel als „verdammten Flüchtling“ (fucking refugee) besingt. Faktisch ist dies natürlich falsch, da Skácel sich als Bürger der Tschechischen Republik legal in Schottland niederlassen darf.
Nach dem Skandal entschuldigte sich Riordan öffentlich bei Skácel.

### Transferspekulationen
Gegen Ende der Saison 2004/05 lehnte eine Vertragsverlängerung bei Hibernian ab. Die Klubverantwortlichen setzten ihn daraufhin auf die Transferliste. Der Verein war sich mit im August 2005 mit Cardiff City auch schon über einen Transfer über die Ablösesumme Summe von einer Million Pfund einig, der Transfer scheiterte aber am Veto Riordans.
Im Januar 2006 boten die Rangers aus Glasgow  450.000 Pfund. Die Klubs waren sich einig, aber der Spieler verweigerte den Wechsel.

## Wechsel zu Celtic
Obwohl viele Vereine wie unter anderem PSV Eindhoven, RSC Anderlecht, 1. FC Kaiserslautern, Crystal Palace, Leeds United und Charlton Athletic an seinen Diensten interessiert waren, unterschrieb Riordan im Juni 2006 für 200.000 Pfund bei Celtic aus Glasgow. Die Ablöse wurde später noch reduziert, weil Riordans Vertrag bei Hibernian im Oktober 2006 ausgelaufen wäre und er sowieso einen Vorvertrag bei Celtic unterschrieben hat, der ihn im Januar 2007 ablösefrei zu den Hoops gebracht hätte.

### Erste Schwierigkeiten
Riordan hatte nach seinem Wechsel in den Celtic Park große Probleme, einen Platz im Celtic-Kader zu bekommen. Er machte sein erstes Spiel von Beginn an im Ligapokal gegen St. Mirren, als Trainer Gordon Strachan vorwiegend Spieler einsetzte, die nicht zur ersten Garnitur gehörten.
Riordan hat bereits öffentlich seine Enttäuschung kundgetan, nicht mehr Einsätze zu bekommen und spekulierte bereits mit einem Transfer vor der Wechselfrist am 31. Januar. Im November wurde bekannt, dass der ehemalige Celtic-Spieler und jetzige Trainer von Norwich City, Peter Grant, ihn gerne unter Vertrag nehmen würde.
Sein erstes Tor für die Hoops erzielte Riordan gegen Motherwell am 30. Dezember 2006.
Im Jahr 2008 kehrte Riordan zu seinem alten Verein, Hibernian Edinburgh, zurück.

## Internationale Karriere
Riordan hat drei A-Länderspiele für Schottland absolviert. Das erste Spiel fand im August 2005 in Graz gegen die Auswahl Österreichs statt, als er eingewechselt wurde. Im Herbst 2009 folgenden zwei weitere Einsätze gegen Japan und Wales.